# Longitarsus beroni
Longitarsus beroni es una especie de insecto coleóptero de la familia Chrysomelidae. Fue descrita científicamente en 1988 por Gruev.